# Sharks XI Football Club
Pour les articles homonymes, voir Sharks (homonymie).
Maillots
Sharks XI Football Club était un club de football congolais basé à Kinshasa.

## Histoire
En 2017, après avoir évolué quatre ans en Linafoot, le Shark XI FC s'est retiré du championnat dénonçant la "mauvaise gestion" de la ligue et allât fusionné avec le club de l'EPFKIN OCK.

## Stade
Anciennement, l'équipe jouait au Stade des Martyrs .

## Palmarès
| Compétitions provinciales   |
| --------------------------- |
| - EPFKIN - Vainqueur : 2013 |

## Galerie

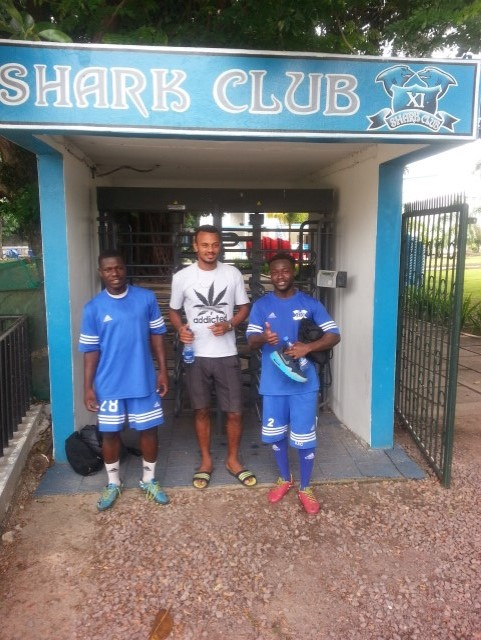
3 Joueurs du Sharks XI en 2016
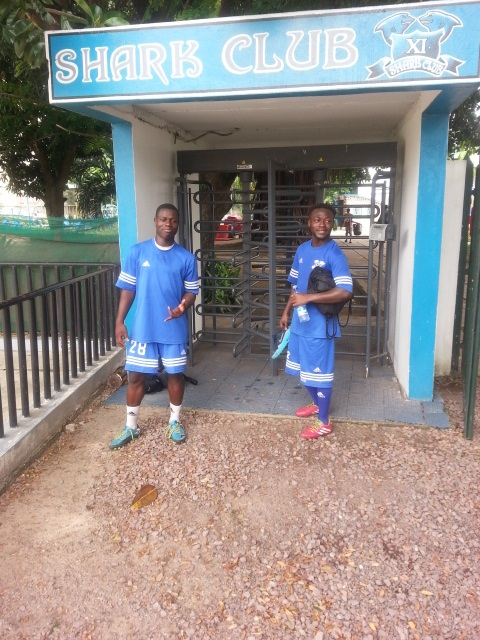
2 joueurs du Sharks XI en 2016

## Personnalités du club

### Présidents
- Zoé Kabila

### Entraîneurs
- 2009 :  Djene Ntumba[3]
- 2011 :  Djene Ntumba[3]
- 2012-2015 :  Chico Mukeba[4]
- 2015-2017 :  Bruno Bla, adj.  Alou Kuzulu[5]